# Josef Bublik
Josef Bublik né le 12 février 1920 à Banov et mort le 18 juin 1942 à Prague, est un soldat et résistant tchécoslovaque. En 1939, à la suite de l'invasion allemande de la Tchécoslovaquie, Josef Bublik trouve refuge en France et rejoint les forces du Gouvernement provisoire tchécoslovaque en exil en 1940. À partir de 1941, Josef est entrainé au Royaume-Uni pour devenir parachutiste et participer à des opérations extérieures . Il est finalement parachuté en Tchécoslovaquie occupée en avril 1942 pour appuyer l'opération Anthropoid, opération destinée à éliminer Reinhard Heydrich, SS-Obergruppenführer, chef du Reichssicherheitshauptamt (le RSHA est l'Office central de la sécurité du Reich, l'autorité de tutelle — entre autres — de la Gestapo) et le « vice-gouverneur de Bohême-Moravie ». Bien que la tentative d'assassinat opérée par Josef Valčík, Jan Kubiš et Jozef Gabčík le 27 mai 1942, se solde initialement par un échec, Reinhard Heydrich décède finalement quelques jours plus tard de ses blessures. 
Trahis par Karel Čurda, la Gestapo obtient les noms des contacts locaux du commando, les membres de la famille Moravec. Sous la torture Ata Moravec finit par révéler le lieu où se cachent les membres du commando ainsi que leurs camarades ayant participé à la préparation de l'opération, dont fait partie Josef Bublik, et trois autres soldats Adolf Opàlka, Jan Hruby et Jaroslav Svarc. Les SS assiègent l'église où se sont réfugiés les sept soldats; Mais en dépit de l'action résolue de plus de 700 soldats, ceux-ci sont incapables de prendre les parachutistes vivants. Après plusieurs heures de combat, trois d'entre eux sont tués. Josef Bublik, ayant été gravement blessé au cours de la bataille, se suicide à l'aide de cyanure plutôt que d'être capturé. Ses trois derniers camarades font de même. 
Il est considéré comme un héros de la résistance tchèque.